# Tropheops modestus
Tropheops modestus är en fiskart som först beskrevs av Johnson, 1974.  Tropheops modestus ingår i släktet Tropheops och familjen Cichlidae. IUCN kategoriserar arten globalt som sårbar. Inga underarter finns listade i Catalogue of Life.